# Xystrota fusaria
Xystrota fusaria är en fjärilsart som beskrevs av George Francis Hampson 1901. Xystrota fusaria ingår i släktet Xystrota och familjen mätare. Inga underarter finns listade i Catalogue of Life.